# شوخی (فیلم)
شوخی فیلمی به کارگردانی و نویسندگی همایون اسعدیان ساخت سال ۱۳۷۸ است.

## داستان
رضا فتحعلی (پرویز پرستویی) برای حل مشکل مالی خود مجبور به کارهای خلاف از جمله دزدی و حمل مواد مخدر می‌شود و به همین دلیل خانوادهٔ همسرش که فوت شده است در پی گرفتن سرپرستی پسر رضا هستند. یکی از شب‌هایی که رضا برای حمل مواد مخدر به خارج از شهر می‌رود متوجه سقوط یک هواپیما شده و به نجات مسافران می‌پردازد. او که حین نجات مسافران از حضور پلیس آگاهی می‌یابد فرار کرده و مواد را از بین می‌برد. رضا پس از بازگشت به منزل ماجرا را برای دوست خود ابراهیم (حبیب رضایی) تعریف می‌کند، ولی از آنجا که رضا فردی متقلب و به دروغگویی معروف است حرف‌هایش مورد قبول واقع نمی‌شود. پس از چندی رضا به زندان می‌افتد و با انعکاس اخبار سقوط هواپیما، ابراهیم که از ماجرا اطلاع دارد خود را به جای رضا به عنوان ناجی مسافران معرفی کرده و مورد تقدیر قرار می‌گیرد. رضا پس از آزادی به سراغ ابراهیم رفته و او را تهدید می‌کند. اما توسط فردی از نجات یافتگان سانحه هواپیما قانع شده و در جریان مراسم عروسی ابراهیم قرار می‌گیرد. اما رضا که مجدداً به خاطر بدهکاری به زندان افتاده است با کمک ابراهیم بدهی خود را پرداخته و از زندان آزاد می‌شود.

## بازیگران
- پرویز پرستویی درنقش رضا فتحعلی
- فاطمه معتمدآریا در نقش سیما کی‌مرام
- حبیب رضایی درنقش ابراهیم تارآبادی
- سیدجواد یحیوی در نقش برادر سیما
- مجتبی یاسینی
- فاطمه طاهری در نقش مادر زهره
- لوریک میناسیان در نقش مادام
- محمدرضا غیاث آبادی
- هوشنگ قوانلو
- حبیب ثامنیه
- بهار نوحیان
- مصطفی کریمی
- حسین بخشعلی